# Musica Antiqua Köln
Musica Antiqua Köln is een voormalig Duitsland muziekensemble gericht op de authentieke uitvoeringspraktijk.

## Geschiedenis
Het ensemble werd opgericht in 1973 door Reinhard Goebel en medestudenten van het conservatorium in Keulen. Musica Antiqua Köln wijdde zich voornamelijk aan repertoire uit de 17e en 18e eeuw en aan de uitvoeringspraktijk daarvan zoals die vermoedelijk in die periode plaatsvond. De groep maakte diverse opnamen op het label Archiv Produktion, het oude muzieklabel van Deutsche Grammophon, en ontving talrijke onderscheidingen, waaronder de Grand Prix International du Disque, de Gramophone Award en de Diapason d'or alsook Grammy-nominaties. Het ensemble is vooral bekend door de muziek die het verzorgde voor de soundtrack van de film Le roi danse uit 2000, over het leven van de Franse componist Jean-Baptiste Lully.
Het ensemble werd in 2007 opgeheven, na een periode van ruim dertig jaar waarin het wereldwijd optrad en opnamen maakte. Reinhard Goebel concentreerde zich vanaf dat moment meer op het dirigeren van grotere orkesten in zowel oud als nieuw repertoire. Een aantal van de voormalige leden geeft les op diverse conservatoria. Musica Antiqua Kölns laatste opname voor Archiv (Fluitkwartetten van Telemann uit 2005) was een samenwerkingsproject met de Zwitserse fluitist Maurice Steger.